# Rhagodessa melanocephala
Rhagodessa melanocephala är en spindeldjursart som först beskrevs av Simon 1879.  Rhagodessa melanocephala ingår i släktet Rhagodessa och familjen Rhagodidae. Inga underarter finns listade i Catalogue of Life.